# NGC 7267
NGC 7267 في الفهرس العام الجديد، هي مجرة، تقع في كوكبة الحوت الجنوبي. اكتشفت في 23 سبتمبر 1834 بواسطة جون هيرشل.

## روابط خارجية
- NGC 7267 على موقع ويكي سكاي: DSS2, SDSS, GALEX, IRAS, Hydrogen α, X-Ray, Astrophoto, Sky Map, Articles and images